# Asociación Civil Hablemos de Chagas
La Asociación Civil Hablemos de Chagas (Grupo ¿De qué hablamos cuando hablamos de Chagas?) es una organización no gubernamental de Argentina que desde el año 2011 desarrolla y promueve un abordaje multidimensional de la problemática de Chagas buscando visibilizar su impacto social y su complejidad. Persiguen estos objetivos mediante acciones educativas y de comunicación en escenarios diversos, orientadas a la promoción de la salud, la prevención y la sensibilización. Sus integrantes son investigadores, comunicadores, agentes de la salud, estudiantes, trabajadores/as independientes, entre otros casos.

## Historia
En el año 2010 se daban los primeros pasos de una articulación entre el Grupo de Didáctica de las Ciencias (IFLYSIB, CONICET-UNLP), el Laboratorio de Triatominos del Centro de Estudios Parasitológicos y de Vectores (CEPAVE, CONICET-UNLP-asociado a CIC) y el Servicio de Guías del Museo de La Plata (FCNyM-UNLP).[cita requerida] Se comenzaban en ese entonces a desarrollar actividades, estrategias y recursos vinculando expresiones artísticas, nuevas voces y espacios no convencionales para instalar el tema Chagas en diferentes contextos, apuntando de esta manera a fortalecer el rol de la educación y la comunicación en el tratamiento público de esta problemática.
En 2012, parte de estas acciones se vieron formalizadas en el marco del Proyecto de Extensión Universitaria (UNLP) “¿De qué hablamos cuando hablamos de Chagas? Promoviendo la salud como construcción social y comunitaria en diversos contextos educativos”.
En 2013, buscando unificar una identidad que caracterizara al colectivo, se decidió nombrar ¿De qué hablamos cuando hablamos de Chagas? al grupo de trabajo responsable tanto de la ejecución del proyecto de extensión de la UNLP mencionado (que actualmente forma parte del Programa de Ambiente y Salud Comunitaria), como de otras propuestas que exceden al mismo.[cita requerida] En 2018, se decidió además conformar la Asociación Civil “Hablemos de Chagas”.[cita requerida]

## Fundamentos
El Chagas es más conocido por las afecciones a la salud en personas afectadas. Sin embargo, no todas los portantes del parásito manifiestan la enfermedad de Chagas, ni todos los portanten saben que lo son. 
Esta problemática afecta al menos a 6 millones de personas en América Latina y en el resto del mundo. La caracterización dominante del Chagas ha conducido, en muchos casos, a la discriminación de las personas afectadas y normalmente se asocia la enfermedad a sectores de la sociedad vinculados a la pobreza. Estos estigmas y las injusticias asociadas a ellos fueron el motor que impulsó el proyecto de creación de la Asociación Civil Hablemos de Chagas.[cita requerida]

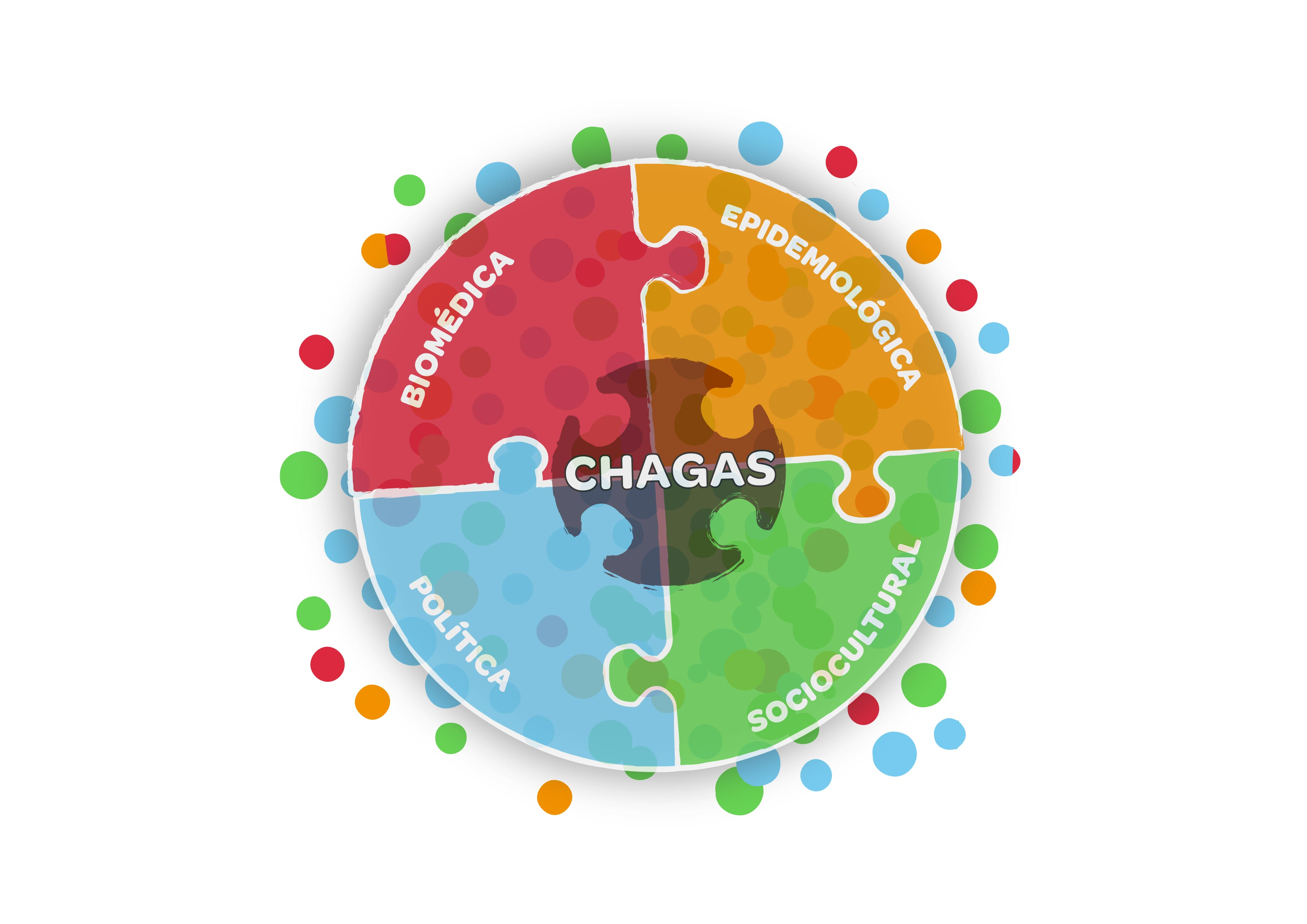
Imagen que simboliza la metáfora del Chagas como "rompecabezas caleidoscópico" elaborada por el Grupo ¿De qué hablamos cuando hablamos de Chagas? (Diseño Ruth Oño)

La Asociación Civil Hablemos de Chagas propone comprender al Chagas como un "rompecabezas caleidoscópico", que permite abordar la problemática desde su complejidad. Esta problemática está compuesta por elementos que se conjugan dinámicamente, donde las partes solo cobran sentido al ser consideradas en mutua dependencia y en interrelación dentro del todo, dependiendo también de la perspectiva de análisis desde la cual las miramos.
La Asociación entiende el fenómeno del Chagas como algo más que una enfermedad, sino como una problemática compleja de salud socioambiental para la cual propone un abordaje multidimensional que comprende las dimensiones biomédica, epidemiológica, sociocultural y política.

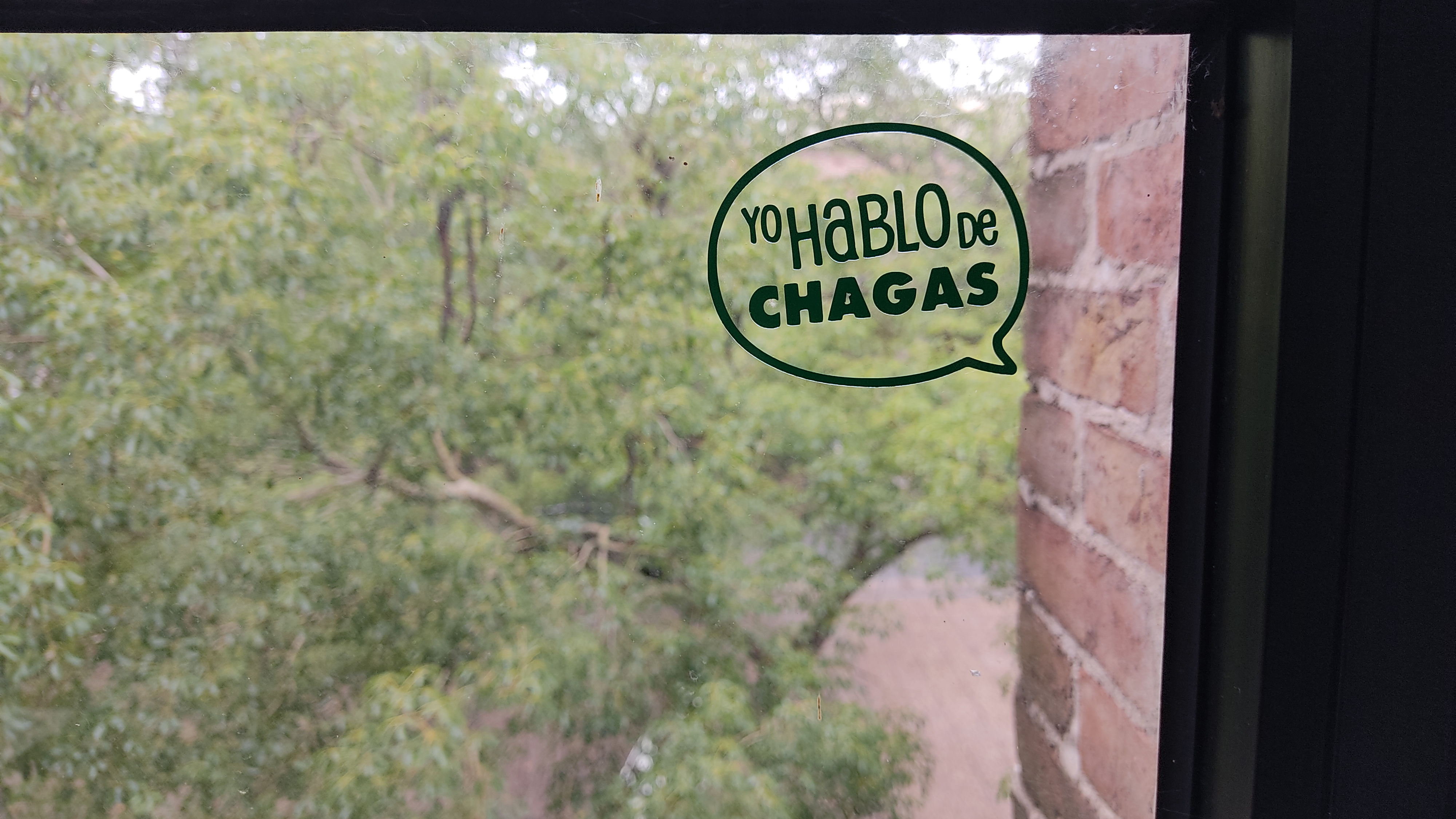
Calcomanía de las campañas llevadas a cabo por la Asociación Civil.

## Actividades
Para dar cuenta de su propósito, en un libro publicado en el año 2015, integrantes de la asociación manifestaban: 

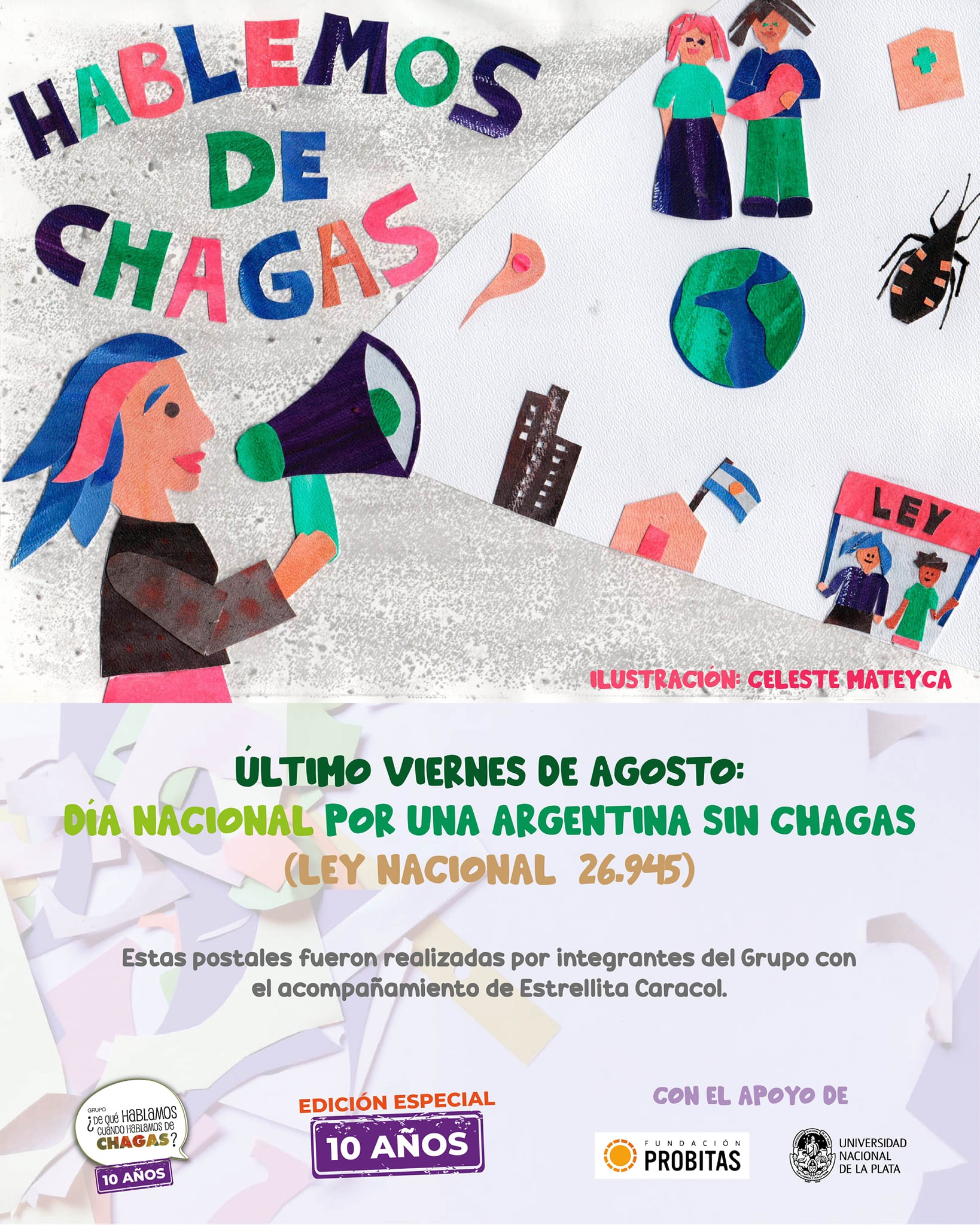
Postal publicada por el grupo ¿De qué hablamos cuando hablamos de Chagas? en 2021.

Nuestro objetivo principal es promover el abordaje de la problemática del Chagas desde una perspectiva integral e innovadora en diferentes contextos educativos. De ahí, la invitación y el desafío: ¡hablar de Chagas en todas partes! (y no solo con palabras, también con música, dibujos, juegos…). Hablar de Chagas escuchando y aprendiendo, poniendo en pie de igualdad los diferentes tipos de saberes, generando espacios de diálogo y respeto.

## Publicaciones (libros)
- Apuntes del taller (re)pensar la comunicación en Chagas en escenarios diversos. 2022.[10]
- Comunicación y Chagas. Bases para un diálogo urgente. 2021.[11]
- Chagas, infancias y derechos humanos. 2019.[12]
- Hablamos de Chagas. Aportes para (re)pensar la problemática de una manera integral. 2015.[13]
- La guía de Juana y Mateo contra el Chagas. 2015.[14]
- Hablamos de Chagas. Relatos y trazos para pensar un problema complejo. 2013.[15]